# Formule 3 International Trophy
De Formule 3 International Trophy was een eenmalig Formule 3-kampioenschap in 2011 met speciale Formule 3-evenementen, georganiseerd door de FIA.
De kalender van 2011 bestond uit de Masters of Formula 3, de Grands Prix van Macau en Pau, de Korea Super Prix, een Britse Formule 3-evenement op Spa-Francorchamps en een Formule 3 Euroseries-evenement op de Hockenheimring. De Korea Super Prix werd afgelast, waardoor de kalender nog uit vijf evenementen bestond.
Na één seizoen hield het kampioenschap op te bestaan, maar ging het over in het Europees Formule 3-kampioenschap.

## Puntensysteem
| Positie | 1e | 2e | 3e | 4e | 5e | 6e | 7e | 8e | 9e | 10e |
| Punten  | 25 | 18 | 15 | 12 | 10 | 8  | 6  | 4  | 2  | 1   |

## Resultaten
| Jaar | Kampioen                        | Tweede                     | Derde                               |
| ---- | ------------------------------- | -------------------------- | ----------------------------------- |
| 2011 | Roberto Merhi (Prema Powerteam) | Marco Wittmann (Signature) | Daniel Juncadella (Prema Powerteam) |